# Alonso Berruguete

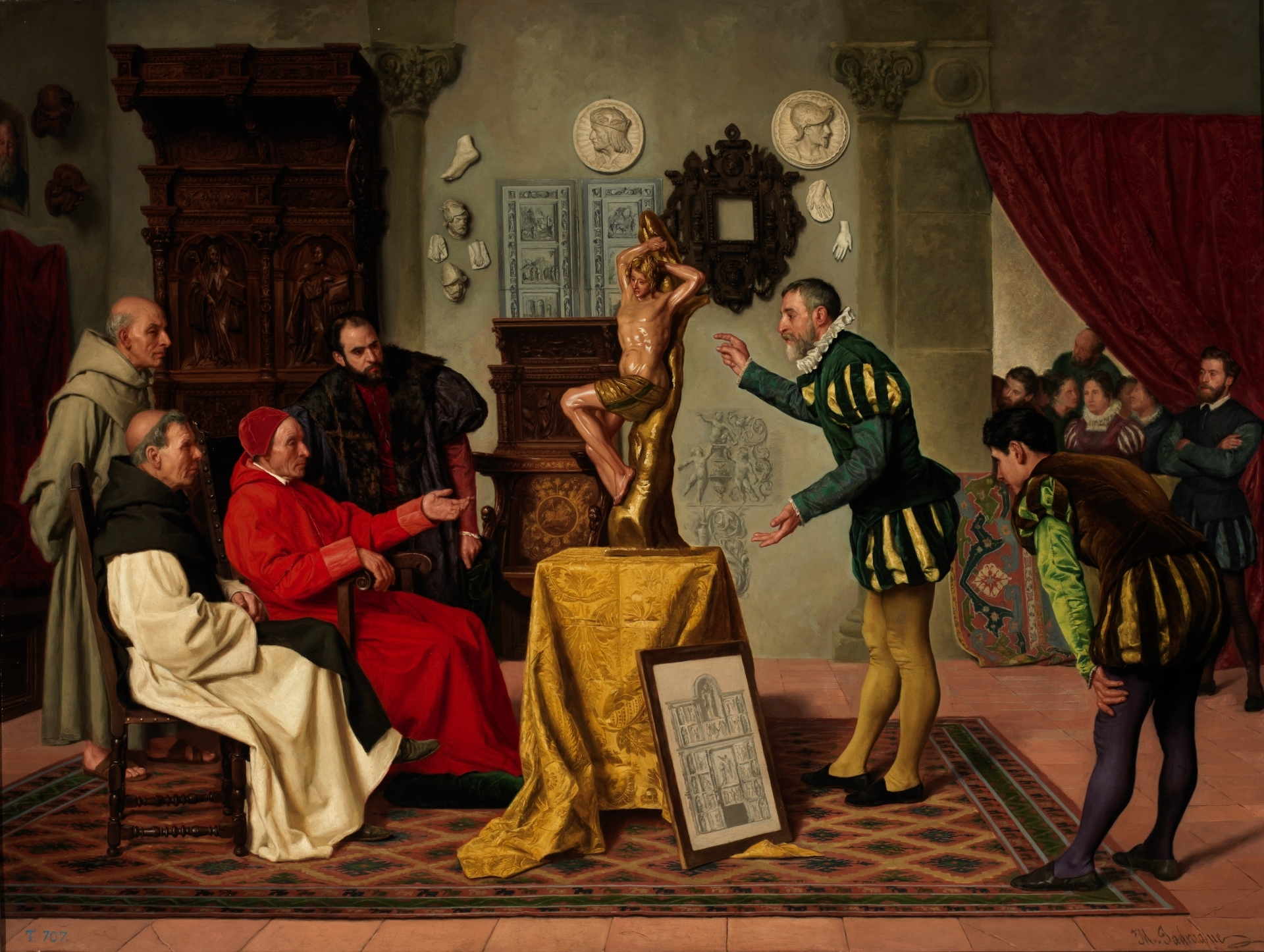
Miguel Jadraque, Visita del cardenal Tavera al célebre Alonso Berruguete, h. 1884. Madrid, Museo del Prado, en depósito en el Senado.

Alonso Berruguete (Paredes de Nava, c. 1486-1490-Toledo, 1561), pintor y escultor español, fue una de las llamadas águilas del Renacimiento español, según la expresión acuñada por Manuel Gómez-Moreno tomando la calificación de Francisco de Holanda. Con Bartolomé Ordóñez, Diego de Siloé y Pedro Machuca, los otros tres artistas a los que corresponde el calificativo, fue uno de los responsables de la introducción en España de las fórmulas renacentistas italianas, en su caso sirviéndose de un lenguaje expresivo dinámico, con deformaciones del natural y exagerando los escorzos para romper el equilibrio compositivo en la dirección del manierismo florentino.

## Biografía

### Formación en Italia

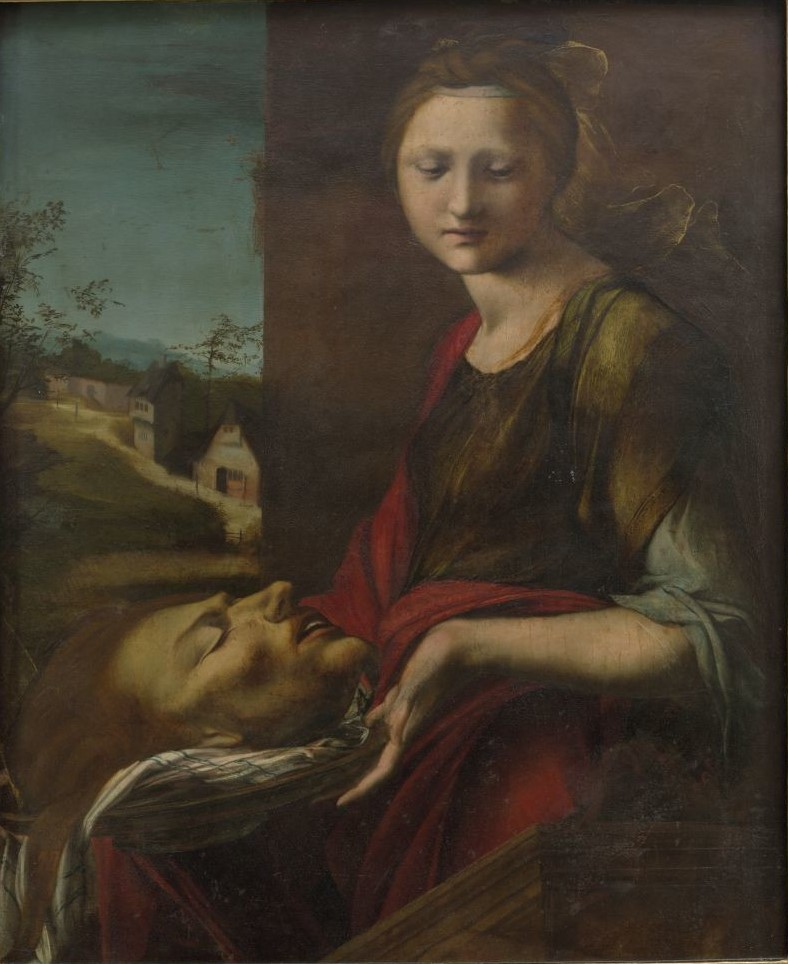
Salomé con la cabeza del Bautista en un plato, c. 1515. Óleo sobre tabla, 87,5 x 71 cm, Florencia, Galleria degli Uffizi.

Nacido en Paredes de Nava, localidad palentina en la que su familia hacía años estaba arraigada —ya en 1449 un Alonso González Berruguete era merino de la villa— fue hijo del pintor Pedro Berruguete. No se cuenta con datos de sus primeros años. Se presume que pudo iniciar su formación artística con su padre, quizá en Toledo, aunque al morir este, a finales de 1503, Alonso rondaría los catorce años. Tampoco se conoce el año de su marcha a Italia ni la duración de la estancia en ella, acreditada por las varias menciones que se encuentran en las Vidas de Vasari, con fechas extremas que van de 1506 a 1514. Quizá viajase a Roma en 1506 en la comitiva de fray Pascual de Ampudia, obispo de Burgos, de quien un tío abuelo de Alonso Berruguete había sido íntimo colaborador. En Roma, relacionándose con los círculos españoles allí establecidos, pudo entrar en contacto con Bramante y con Rafael, juez en el concurso disputado entre Berruguete, Jacopo Sansovino, Zaccaria Zacchi y Domenico Aimo, a quienes Bramante había encargado el modelado en cera de una copia del Laocoonte, descubierto en enero de 1506, para obtener un vaciado en bronce del célebre mármol, según cuenta Vasari en la Vida de Sansovino:

Habiendo visto Bramante [...] los dibujos de Jacobo y una estatuilla sosteniendo un vaso destinado a tintero, le cobró tal amistad que le encargó que modelara en cera el grupo de Laocoonte, que también copiaba el español Alonso Berruguete, Zacharias Volterra y el Vecchio de Bolonia, para fundirlo en bronce. Cuando los modelos estuvieron acabados, Bramante los mostró a Rafael Sanzio de Urbino rogándole que decidiera cuál era el mejor. Rafael juzgó que Sansovino, a pesar de su juventud sobrepasaba a todos los rivales. Entonces el cardenal Domenico Grimani ordenó la fundición en bronce del modelo de Sansovino.

Vasari mencionó también a Alonso Spagnuolo en la vida de Masaccio, entre los célebres pintores y escultores que habían admirado y estudiado los frescos de la Capilla Brancacci, en la iglesia de Santa María del Carmine de Florencia, donde Berruguete se encontraba en el verano de 1508. En una carta de Miguel Ángel firmada en Roma el 2 de julio de 1508, en la que daba instrucciones al destinatario de la misiva en Florencia, quizá su hermano, acerca de los cartones de La batalla de Cascina, escribía: «el portador de esta será un joven español que viene a Italia a aprender a pintar y que me ha rogado que le permita ver mi cartón que he comenzado en la Sala. Así pues, es necesario que tú hagas que a todo evento le encarguen la llave y si tú puedes servirle en algo, hazlo por amor mío, porque es un buen muchacho». La crítica posterior a su publicación reconoce en ese muchacho a Berruguete, a quien de nuevo Vasari citaba en su biografía de Miguel Ángel entre quienes habían tenido ocasión de estudiar el cartón, convertido en escuela de artistas, «ya que en este cartón estudiaron su amigo Aristotile da San Gallo, Ridolfo Ghirlandaio, Francesco Granaccio, Baccio Bandinello y el español Alonso Berruguete; a continuación Andrea del Sarto [...] y fue dejado con excesiva confianza en manos de artistas: porque al enfermar el duque Julián, mientras nadie hacía caso de tal cosa, estos lo rompieron y dividieron en muchos pedazos, de tal forma que se encuentra esparcido por muchos sitios.»
De su trabajo en Italia todo lo que se conoce son obras pictóricas. Ya Vasari le atribuyó la conclusión de la Coronación de la Virgen del altar mayor de la iglesia de San Girolamo y san Francesco sulla Costa de Florencia, que él creía de Filippino Lippi (París, Louvre). El retablo, que debió de ser encargado a Lippi probablemente poco antes de su muerte, en 1504, lo contrató un año después un tal Bernardo di Leonardo, discípulo de Lippi, quien hacia 1508 lo habría dejado inacabado y, en torno a 1516, fue continuado por Berruguete, que todavía lo dejaría sin concluir al marchar de Italia, encargándose de ello un tercer artista de dudosa identificación. Sin nada que recuerde ni remotamente el estilo paterno y sí el exquisito y amanerado de Filippino Lippi, podrían corresponder a Berruguete en este panel los dos santos de la izquierda, con sus anatomías descoyuntadas, los ángeles y la coronación, con sus figuras desmañadas y nerviosas.

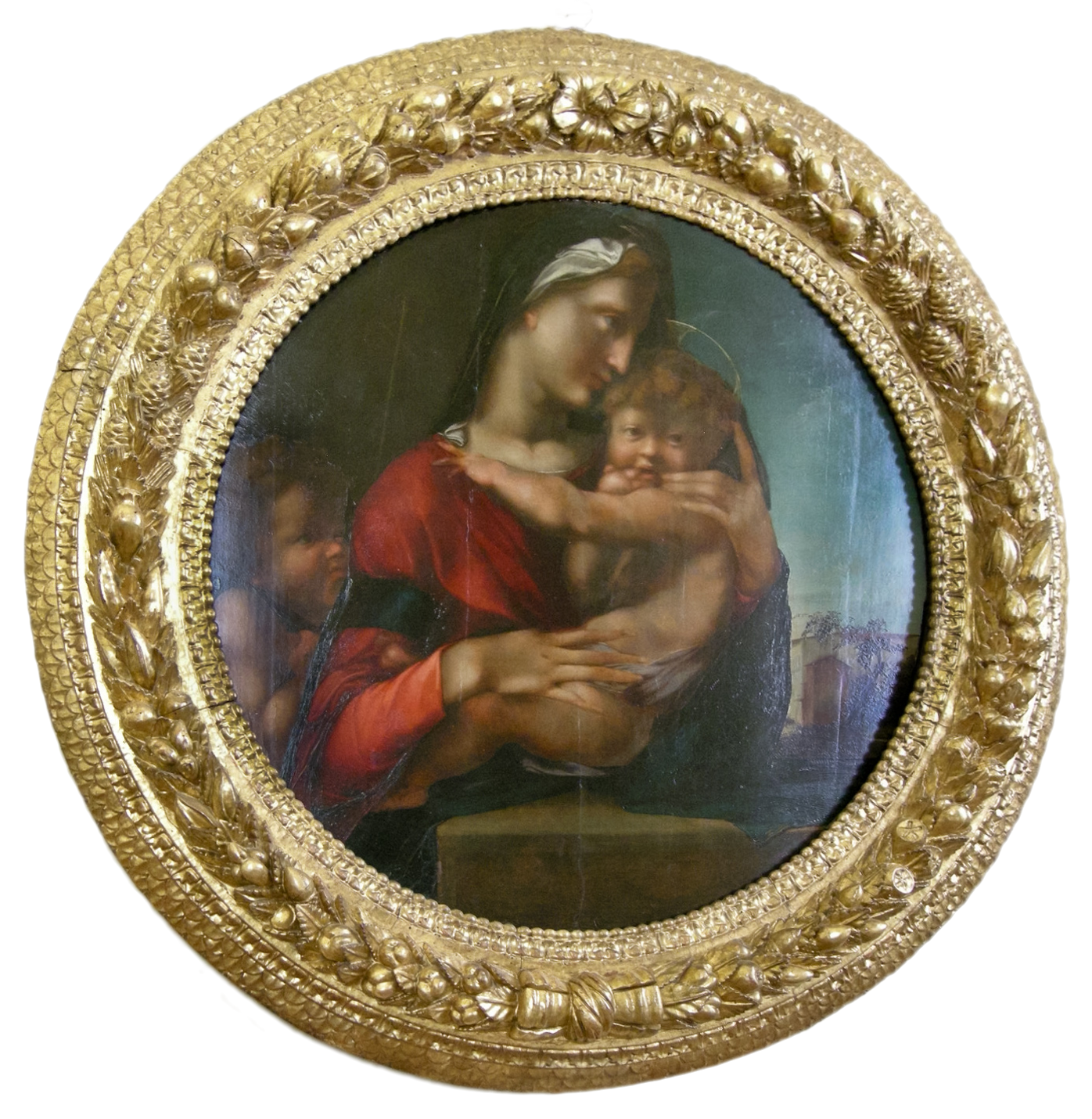
La Virgen con el Niño y san Juanito (Tondo Loeser), óleo sobre tabla. Florencia, Palazzo Vecchio.

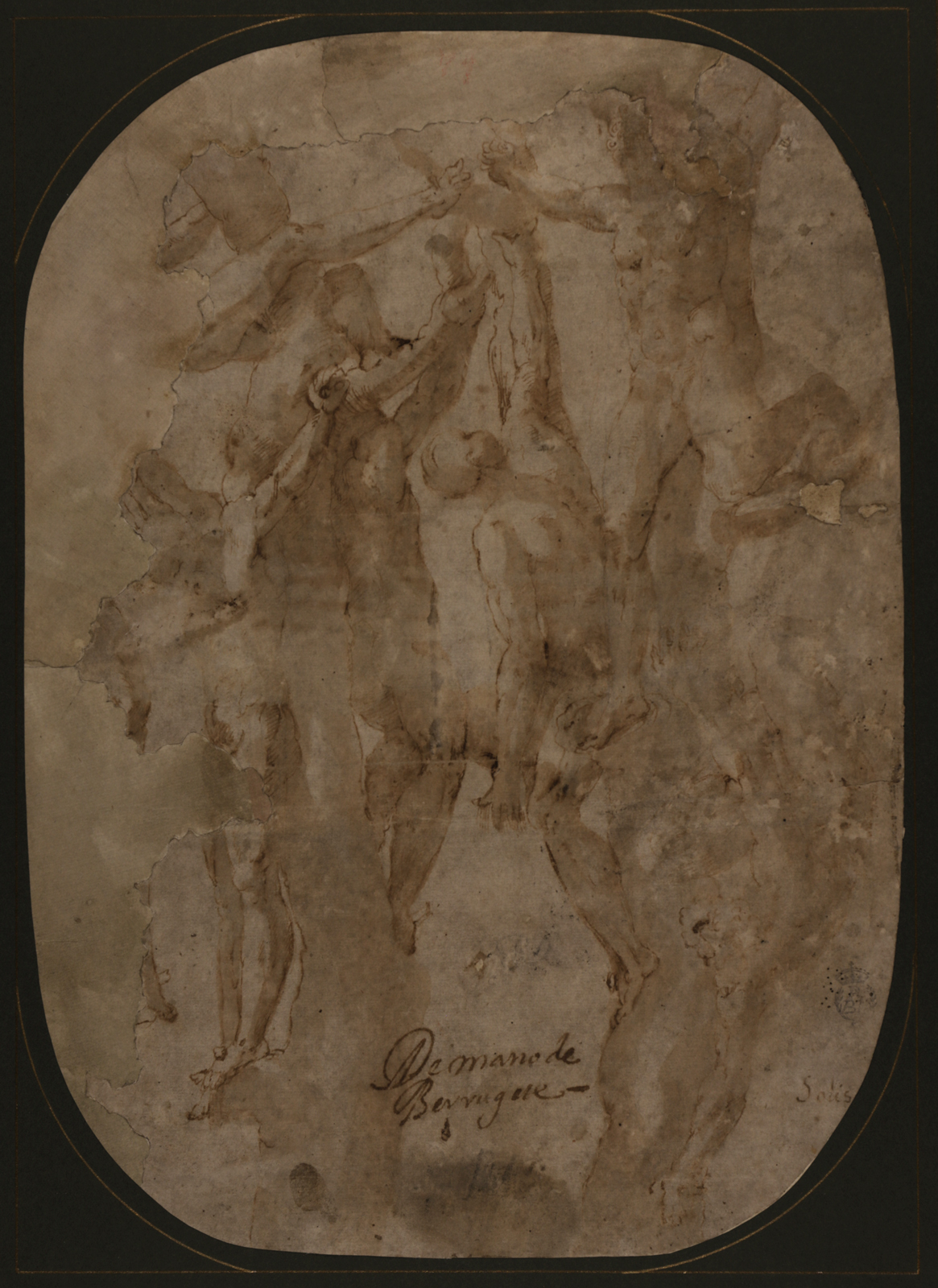
Estudio del martirio de los diez mil en el monte Ararat (copia de Miguel Ángel). Tinta y aguada sepia sobre papel verjurado, 317 x 227 mm. Madrid, Real Academia de Bellas Artes de San Fernando. Inv. D-2110

Menos problemática es la atribución de algunas otras tablas en las que Freedberg observó deformaciones y tensiones posclásicas tratadas con la energía de Pontormo o de Rosso Fiorentino, aunque en el caso de Berruguete sin haber llegado a asimilar previamente el clasicismo y sin la articulación intelectual de aquellos. Ese grupo de tablas estaría integrado por la Visitación (en realidad La Virgen María, santa Isabel, el Niño Jesús y san Juanito; Roma, Galleria Borghese), de hacia 1512, la Salomé con la cabeza del Bautista (Florencia, Uffizi), de hacia 1515, el Tondo Loeser (La Virgen con el Niño y san Juanito; Florencia, Palazzo Vecchio), y la Virgen con el Niño (Florencia, Uffizi), estas ya de 1517.
En fechas más recientes se le ha atribuido también una Alegoría de la Templanza, adquirida por el Museo del Prado en 2017 con fondos del legado Carmen Sánchez, en muchos aspectos semejante a la Salomé atribuida por Roberto Longhi a Berruguete —tras haberlo estado a Pontormo— con la que comparte la aportación berruguetesca a la formación de la «maniera moderna» planteada por el grupo de los excéntricos florentinos. De procedencia desconocida e inédita hasta su incorporación a la pinacoteca madrileña, podría haber sido pintada en Roma atendiendo al paisaje del fondo, con el primitivo Ponte Cestio y la isla Tiberina, y en la poderosa anatomía y los colores ácidos parece inspirarse en las sibilas de Miguel Ángel en la Capilla Sixtina.
Un dibujo con antigua atribución a Berruguete conservado en la Real Academia de Bellas Artes de San Fernando con varias figuras desnudas crucificadas, interpretado por Diego Angulo Íñiguez como estudio para una pintura de  los diez mil mártires del monte Ararat, en el que Manuel Gómez-Moreno vio similitudes con el suplicio de Amán en una de las pechinas de la Capilla Sixtina, posterior por tanto a 1512, es otro testimonio en favor del contacto directo del palentino con Miguel Ángel. Aunque extremadamente mal conservado, es fragmento de un dibujo mayor, del que existe un calco —preparado con aceite por detrás— en la sección de dibujos de la Fábrica Nacional de Moneda y Timbre, y un dibujo, muy semejante al calco de la Casa de la Moneda, en el Kunsthalle de Hamburgo, donde figura catalogado como copia anónima de un perdido estudio para un martirio de los diez mil atribuido a Miguel Ángel, solo conocido por las copias de Madrid y Hamburgo.
En 1512 Miguel Ángel escribió a su padre en Florencia interesándose por la salud de un «garzone spagnuolo che à nome Alonso che è pittore», pues en Roma le habían preguntado por él, y le indicaba que para informarse podía dirigirse a otro pintor, Francesco Granacci. También deben referirse a él los documentos de pago extendidos en 1513 y 1514 en Florencia a nombre de un «Alfonso di Pietro spagnolo dipintore» por una pintura de la Virgen encargada por Giovanni di Bartolomeo Bartolini.
Ha llamado la atención que, a excepción del modelo en barro del Laocoonte, todos los documentos referidos a la estancia en Italia de Berruguete y las menciones vasarianas a quien, de regreso en España, sería conocido principalmente como escultor, lo presenten concordantemente como pintor y que sean obras de pintura las que con mayor acuerdo de la crítica se le atribuyen. Algunos intentos de asignarle obras de escultura, como la Madonna della Cintola, talla en madera policromada conservada en la iglesia del Santo Spirito de Florencia, o, más modernamente, cinco relieves en madera representando a profetas guardados en la sacristía de la basílica de la Santissima Annunziata Maggiore de Nápoles, atribuidos a Berruguete en el marco de la exposición celebrada en el Museo del Prado con el título Otro Renacimiento en 2022, suponiendo una estancia en Nápoles para la que no hay documentación, plantean problemas de orden cronológico y estilístico al faltar elementos de comparación para los mismos años.

### Retorno a España
Estaba de regreso en España el 20 de diciembre de 1518, cuando contrató el sepulcro del gran canciller Jean Sauvage (Juan Selvaggio), fallecido en Zaragoza durante la estancia de la corte del emperador Carlos V en aquella ciudad, a la que había llegado en la primavera del mismo año procedente de Valladolid. Encargado por Jean Carondelet, sucesor de Selvaggio al frente de la cancillería, en el documento del contrato a Berruguete se le citaba como «pintor del rey nuestro senyor y siguiente su corte», aunque se desconocen los merecimientos que hubiera hecho para recibir tal título ya en el primero de los documentos conocidos de su presencia en España, tras la estancia italiana. Solo unos días después, el 17 de enero de 1519, firmó una capitulación de comandita por cuatro años con Felipe Bigarny, ya entonces un acreditado escultor, y no es descartable que el acuerdo se debiese al dominio que este tenía del trabajo en piedra, pues Berruguete seguramente carecía de experiencia en él. Instalado en la capilla de San Juan del monasterio de Santa Engracia, resultó destruido con la voladura del monasterio al término del primer sitio de Zaragoza por las tropas napoleónicas, conservándose solo un fragmento de un ángel con un escudo imperial en el Museo de Zaragoza.
Según Jusepe Martínez, que atribuía a Berruguete toda la decoración de la capilla, en el retablo mayor estaba pintado, en el tablero de en medio, el bautismo de Cristo por san Juan, y sus dos figuras, decía, se mueven «con grande extrañeza de movimientos, mas con grande resolución pintadas; pero se conoce quiso más mostrar el arte que no la amabilidad y dulzura del colorido, porque se ve ser lo pintado más de escultor que de pintor». De la cortina para cubrir el retablo en Semana Santa, en la que estaba pintado un san Jerónimo penitente, decía «que parece cosa de Michael Angelo Bonarrota», y del sepulcro destacaba dos figuras de virtudes de bulto en mármol, «hechas con tanta ternura, carnosidad y dulzura, que es una maravilla, que a observar esta manera en pintura pudiera competir con el gran Ticiano». Aunque las apreciaciones de Jusepe Martínez podrían estar condicionadas por el hecho de que ya en su tiempo Berruguete era reconocido más como escultor que como pintor, la carnosidad y dulzura de la escultura parece corresponder mejor con el arte de Bigarny y la acritud del color junto con la evidente apariencia italianizante que revestiría el conjunto de la capilla a Berruguete, que bien pudo reservarse el diseño del monumento funerario marchando a continuación en seguimiento de la corte a Barcelona. De allí fue a La Coruña, donde en 1520 embarcó Carlos para coronarse emperador y Berruguete se ocupó en la pintura de las velas y estandartes de las naves.
Con Bigarny volvió a encontrarse en 1521 en Granada donde al llegar Berruguete el borgoñón se encontraba ya avecindado trabajando en la realización del retablo mayor de la Capilla Real. El contrato, probablemente en virtud del acuerdo con Bigarny para repartirse el trabajo, lo firmó Berruguete todavía en Zaragoza con Antonio Fonseca, testamentario de la reina Isabel la Católica, y se le ratificó en Granada el 21 de septiembre de 1521. De la documentación queda claro que a Berruguete se le reservaban las labores de decoración pictórica de la capilla funeraria y su sacristía, obligándose a pintar nueve escenas de la Pasión en el testero de la capilla y el Diluvio, el Paso del mar Rojo y el Juicio Final sobre las cajoneras de la sacristía, todo ello al fresco, «e los campos de oro de musaico a la manera de Italia». Llegó a realizar los cartones del Descendimiento de la cruz y del Diluvio, pero como no llegó el dinero nada de ello se hizo, aunque todavía en 1526, en Sevilla, se ofrecía a realizar los retablos colaterales y «aderezar los bultos de la reyna doña Ysabel».
Tampoco llegó a realizar la pintura y dorado del retablo mayor de la catedral de Oviedo, contratado en julio de 1522 con el obispo Diego de Muros en Vitoria, a donde había llegado en seguimiento de la Corte, y la pintura de las puertas del retablo del merino mayor de Castilla, Alonso Niño de Castro, en la iglesia de San Lorenzo de Valladolid, contratada en mayo de 1523, se saldó con un rotundo fracaso pues la madera, mal tratada por Berruguete, se alabeó.

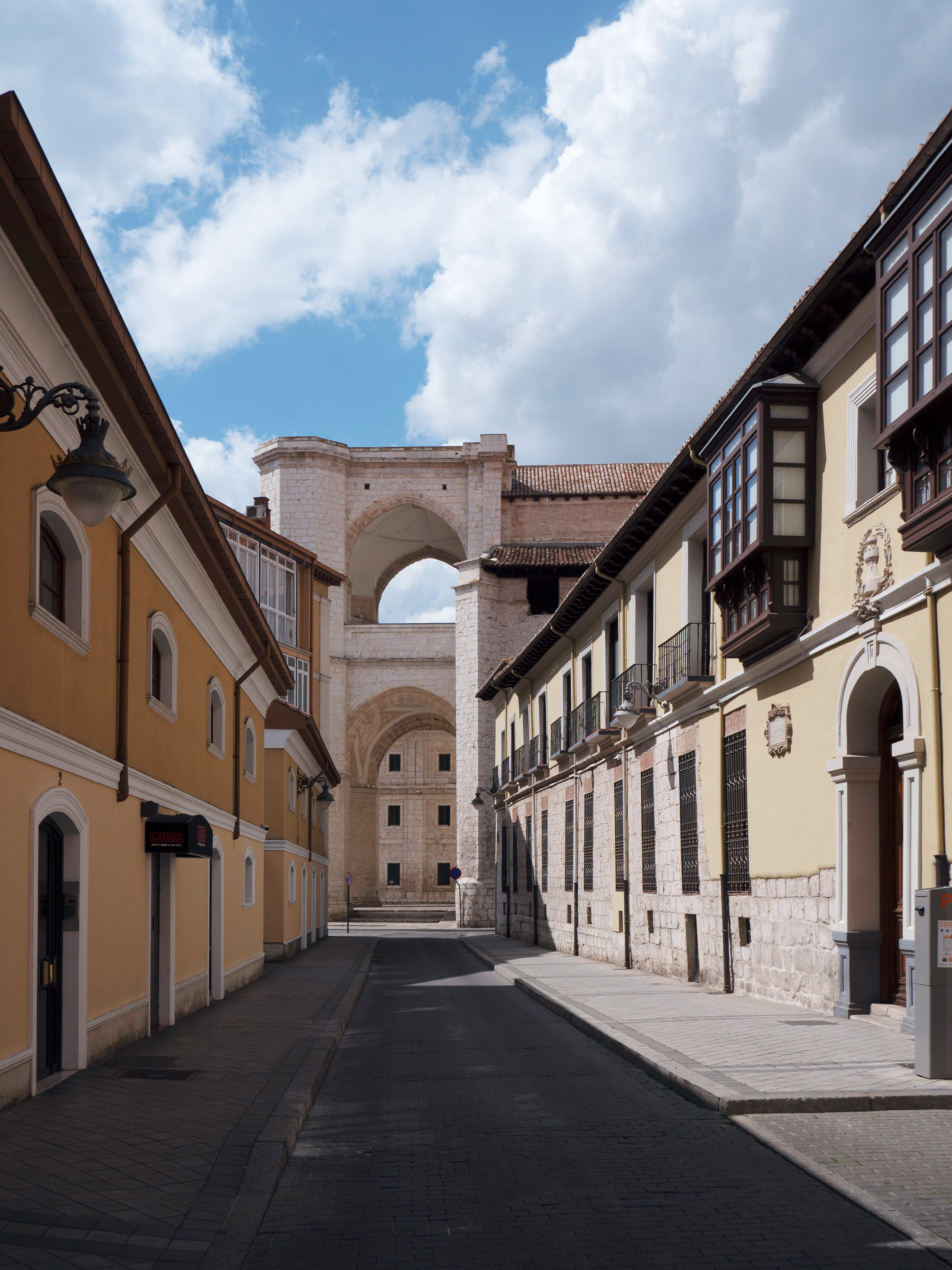
Iglesia del monasterio de San Benito de Valladolid al fondo y casa de Berruguete a la derecha.

El mismo año, en el mes de octubre, Francisco de los Cobos por orden del emperador firmó el nombramiento de Berruguete como escribano del crimen de la Real Audiencia y Chancillería de Valladolid, por «algunos servicios que nos aveis fecho y esperamos que nos faseys de aquí en adelante». El cargo suponía ingresos fijos y una posición social que lo distinguía por encima de su oficio como artista. Compaginar los oficios no le resultó fácil, pues no tardó en dejar Valladolid: en 1525, residiendo en Toledo al servicio del emperador «en algunas cosas cumplideras a nuestro servicio», obtuvo licencia de tres meses para poner sustituto, y en 1526, en Sevilla, la autorización para delegar en otra persona se extendió a todo el «tiempo que estuvieredes ocupado en nuestro servicio». Habrá nuevas licencias, incluso después de asentarse definitivamente en Valladolid, en 1526, y de hacerse construir su casa palaciega junto a San Benito, donde con el taller en el que se empleaban los oficiales en las tareas artísticas tenía establecida la escribanía, con sus propios empleados. 
Debió de ser también por estos años cuando se casó con Juana de Pereda, de familia de mercaderes de Medina de Rioseco, y obtuvo licencia imperial para fundar un mayorazgo, prosiguiendo su encumbramiento social con la compra del señorío de Villatoquite, que en 1556 hubo de restituir a sus anteriores señores, y cerca ya del final de su vida, en 1559, con la compra a la corona del señorío de Ventosa, con jurisdicción de vasallos y alcabalas, momento en el que adoptó el apellido González Berruguete.

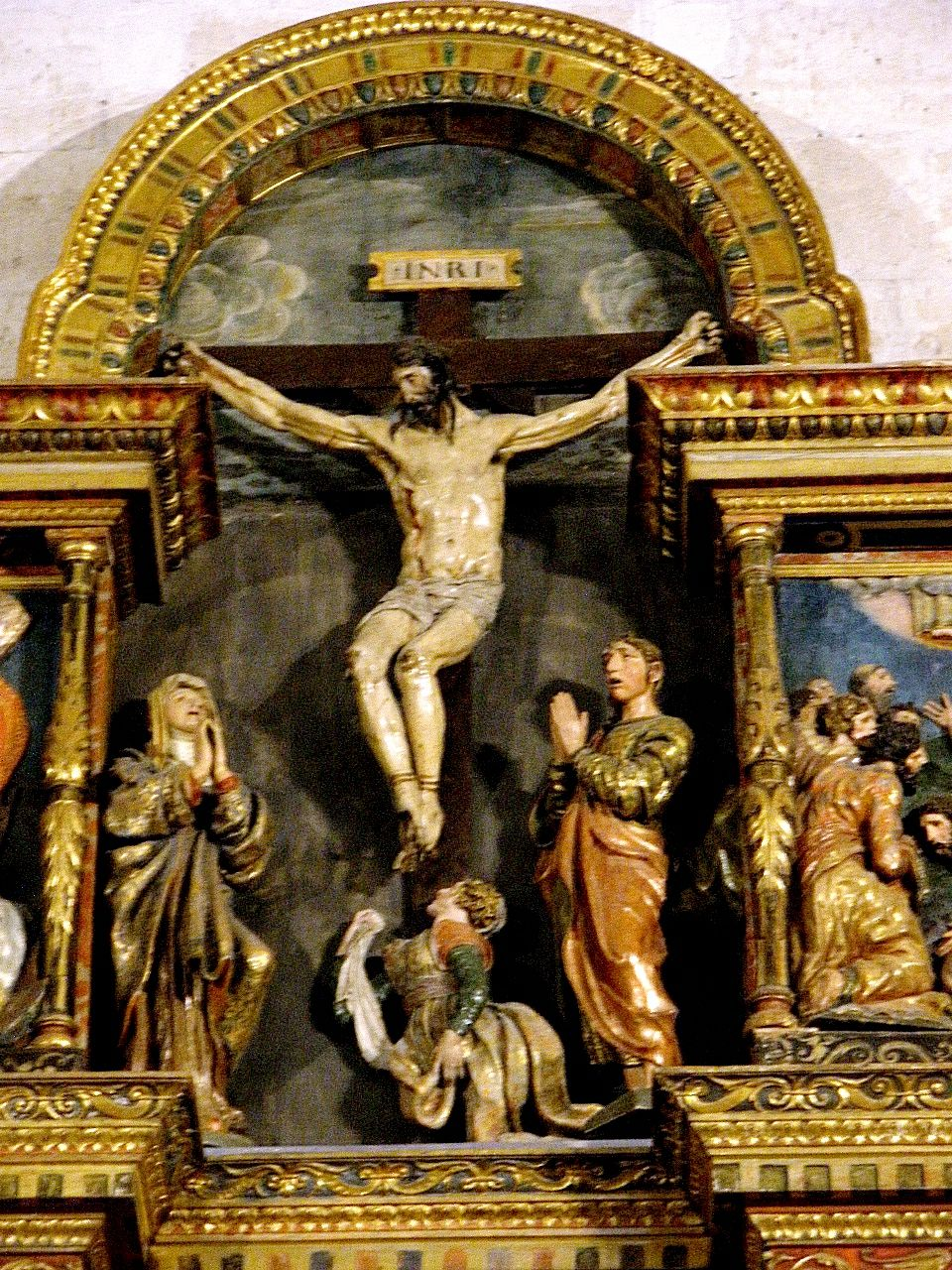
Retablo de la Mejorada de Olmedo. Calvario del ático. Valladolid, Museo Nacional de Escultura.

Dejando de lado algunos trabajos atribuidos de dudosa autoría, la primera obra de escultura de la que hay constancia documental es el retablo del monasterio jerónimo de la Mejorada de Olmedo, concluido en 1526. Conservado, con alguna pérdida, en el Museo Nacional de Escultura de Valladolid, Camón Aznar vio en esta obra, aunque primeriza, todo lo esencial de su estilo: «las criaturas exaltadas, las bocas exhalantes, los cuerpos elásticos, los paños húmedos y temblorosos no por las brisas, sino por un énfasis desbordado, los gestos excesivos y, en general, un tono llameante», características todas ellas también de su obra posterior. «Desigual y desconcertante» para Fernando Marías, que al igual que Gómez-Moreno considera alterada su apariencia por una torpe policromía aplicada en el siglo XVII, se aúnan en él la capacidad inventiva en el diseño de las figuras y el desinterés por el acabado y la ejecución material.
De la Mejorada procede también una de las escasas esculturas exentas que se le atribuyen con general aceptación, un Ecce Homo en actitud inestable (Valladolid, Museo Nacional de Escultura), en cierto modo emparentado con un más dudoso Cristo a la columna de la iglesia de Guaza de Campos (Palencia), cuya ejecución habrá de situarse también en estos años. Tradicionalmente se le ha atribuido una Virgen con el Niño en la iglesia de Santa Eulalia de Paredes de Nava llamada por los vecinos del lugar la Guapa, por lo que durante algún tiempo los responsables del templo decidieron retirarla del culto. Habría sido dejada en herencia a la iglesia por el propio escultor, como indica un documento conservado en el archivo parroquial de un pleito entre la iglesia y los descendientes del artista, pero es imagen que en su origen debió de pertenecer a algún retablo pues no está trabajada por la espalda.

### Valladolid
Establecido definitivamente en Valladolid, el prior del monasterio de San Benito el Real, fray Alonso de Toro, hombre culto y relacionado con los círculos erasmistas, le encomendó la hechura del retablo mayor de su iglesia. El contrato por el que Berruguete se comprometía a realizar las labores de escultura, dorado y estofado por un valor ajustado a la finalización de la obra en 4400 ducados, lo firmó el 8 de noviembre de 1526, pero es posible que no empezase a trabajar en él hasta algunos meses más tarde, dándolo por concluido en 1533. El finiquito con los últimos pagos se firmó el 29 de septiembre de 1539. Desmontado, conservados sus elementos dispersos en el Museo Nacional de Escultura de Valladolid e incompleta su arquitectura, se pierde el efecto que el monumental conjunto tendría en su ubicación original. A cambio, la posibilidad de ver de cerca y con buena luz sus piezas, resalta, en opinión de Manuel Gómez-Moreno, «la excelencia de algunas, a costa de otras que disimularían sus defectos de lejos y en la penumbra de la iglesia [...] mas aun en lo selecto, las chapucerías y descuidos siguen incorregibles, porque Berruguete atendería más a lograr efectos a distancia que a recrearse en perfecciones».
Por el volumen de la obra y su complejidad, con estatuas de bulto, relieves, dos pinturas en grisalla sobre fondo de mosaico fingido y otras dos policromadas, además de toda la estructura arquitectónica, en cuya ejecución Berruguete había de servirse necesariamente de la colaboración amplia del taller, el contrato estipulaba que las esculturas de bulto «sean devastadas de su mano, y rostros y manos de la misma mano acabada», lo mismo que las historias de pincel, que debían ser todas acabadas de su mano, admitiéndose en lo restante la intervención de sus colaboradores. En lo que a su iconografía se refiere, a excepción del banco, en el que debía ir un apostolado, y la calle central, con san Benito, «del grandor que al maestro pareciere», la Asunción y el Calvario en el remate, el contrato no especificaba los asuntos que debían figurar, quedando a expensas de lo que «el padre abad mandare», dando como resultado una «iconografía plural», con escenas de la infancia de Jesús y de la vida de san Benito entre santos, profetas y evangelistas, además de dos milagros no directamente relacionados con la orden benedictina: la Imposición de la casulla a san Ildefonso y la Misa de san Gregorio, sin la representación tradicional del Varón de dolores. Los recuerdos de su paso por Italia y el estudio allí realizado de la estatuaria clásica son evidentes en algunas de las pequeñas tallas como el Sacrificio de Isaac o el San Sebastián, en las que el movimiento inestable mediante la adopción de la línea serpentinata y el gesto del anciano Abraham evocan el Laocoonte.

El sacrificio de Abraham y el San Sebastián son dos esculturas pequeñas, pero que se hacen gigantescas; sus actitudes retorcidas parecen raíces y enormes árboles centenarios; más que con gubia parece que están hechas a hachazos. Abraham tiene la cabeza levantada mirando al cielo y gritando para que le oiga Dios.
José Gutiérrez Solana, La España negra

Una vez asentado el retablo en su lugar fueron nombrados tasadores Andrés de Nájera por el convento y Julio de Aquiles por parte de Berruguete, tras descartarse Diego de Siloé, que había sido su primera opción. Al no poder alcanzar un acuerdo entre ellos se designó a Felipe Bigarny, que el 1 de agosto de 1533 valoró la obra en los citados 4400 ducados, aunque indicando algunos detalles que se debían rectificar y muy crítico con la imagen de san Benito, «por estar como está muy defectuosa en muchas cosas», pero es difícil saber qué parte de aquellas rectificaciones solicitadas, a las que Berruguete dijo estar dispuesto, se habían realizado efectivamente el 14 de enero de 1535, cuando el abad —que se había sentido agraviado con las objeciones de Bigarny— dijo estar contento «del dicho retablo así como agora está», dando por finalizado el pleito.

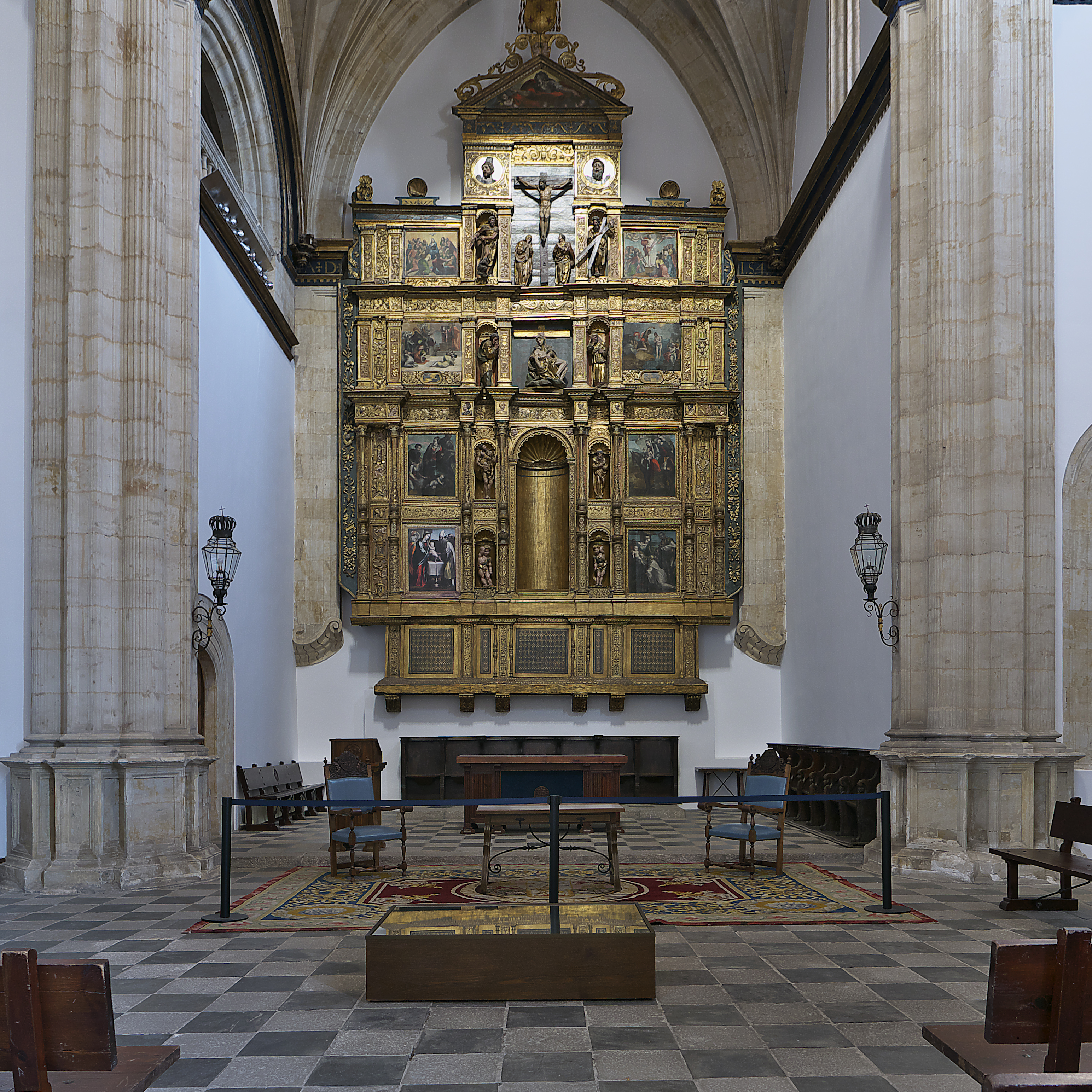
Salamanca. Retablo del colegio de Santiago Zebedeo, de los Irlandeses o del arzobispo Fonseca.

Ocupado en este retablo de San Benito, el 3 de noviembre de 1529 contrató en Madrid con el arzobispo de Toledo Alonso de Fonseca el retablo de su colegio de Santiago Zebedeo de Salamanca. Aunque conservado en su lugar, ha sufrido pérdidas y mutaciones significativas, pues es evidente una ejecución en dos fases. Como el de San Benito es obra de pincel y escultura, pero se ha perdido toda la imaginería del primer cuerpo, con la imagen de su titular, el apóstol Santiago, y de las ocho pinturas solo las cuatro de los dos cuerpos bajos, con escenas de la infancia de Cristo, corresponden a Berruguete, siendo las cuatro de los cuerpos superiores obra de un manierista anónimo de mediado el siglo. Lo conservado de él adscribible al maestro es en todo conforme, en su concepción estética, con el retablo de Valladolid: escorzos, músculos en tensión, ropajes amplios y agitados, composiciones dinámicas y expresiones acentuadas por un sentido fuerte de lo sobrenatural, elementos con los que, en palabras de Fernando Marías, crea «dos conjuntos excepcionales [este y el de San Benito], en los que el efecto visual coordina sus elementos y justifica sus supuestas incorrecciones».

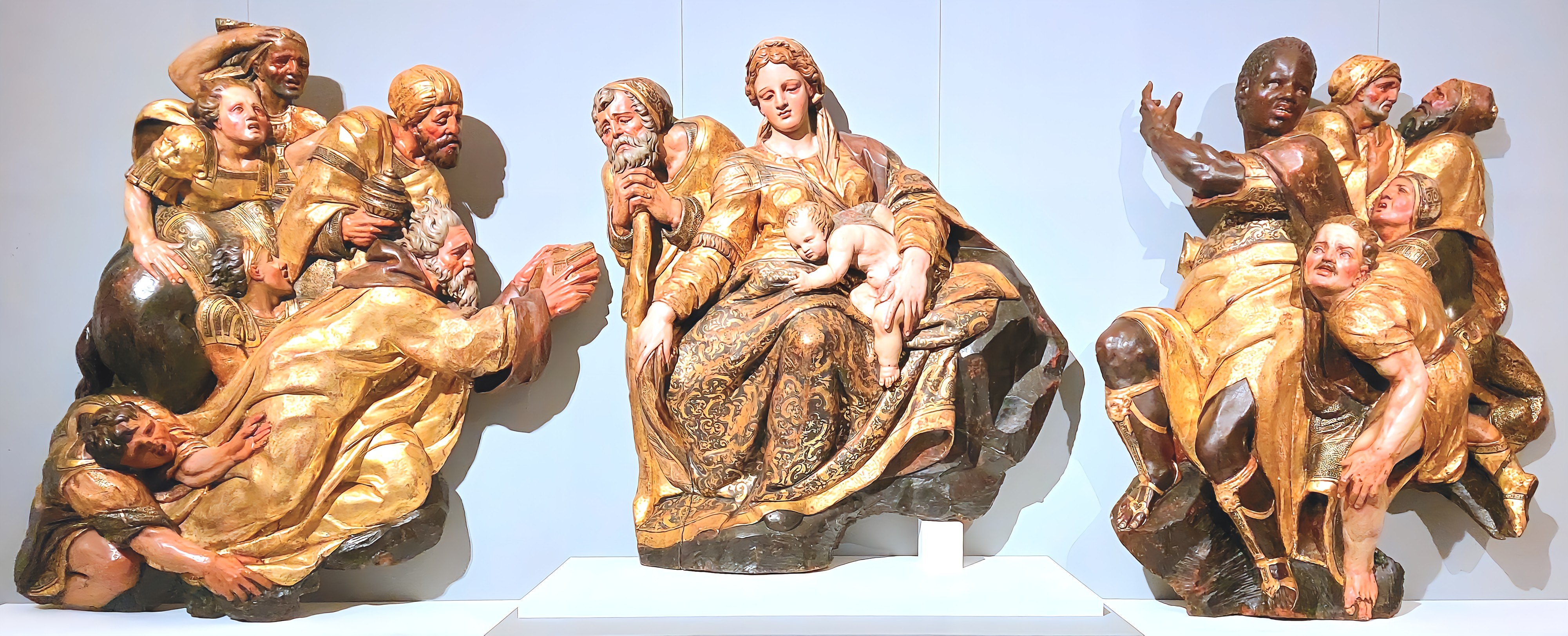
Adoración de los Reyes. Valladolid, iglesia de Santiago.

En 1537 contrató con el banquero Diego de la Haya un retablo dedicado a la adoración de los Reyes para la capilla que con su esposa tenía en la iglesia de Santiago de Valladolid. Los comitentes, futuros consuegros, con cuyos hijos casó Berruguete a sus dos hijas, se comprometían al pago de seiscientos ducados y, conforme al contrato, aparecen retratados de bulto, «al propio e hincados de rodillas», a los lados del primer cuerpo cobijados en recuadros y acompañados él por san Juan Bautista y por Juan el Evangelista ella. De su traza destaca el amplísimo encasamiento con la escena principal centrada en el grupo de la Virgen con el Niño y con san José a su espalda. A los lados, apiñados en dos grupos, los Reyes y sus séquitos parecen precipitarse hacia el centro de la composición. Esta sería, para Camón Aznar, «su obra más personal y exaltada», magnífico e imponente para Gómez-Moreno el grupo de la Virgen con el Niño, «todo redondeces», sobrepujando en monumentalidad por el volumen de sus vestiduras y su insistencia en mostrar el desnudo bajo las ropas sin ceñirlas a las imágenes del retablo de San Benito.

### Toledo
De la sillería alta del coro de la catedral de Toledo se había empezado a tratar no más tarde de 1536, cuando se firmó un primer contrato entre Felipe Bigarny y el cabildo catedralicio, representado este por el canónigo obrero Diego López de Ayala, hombre culto y de fina sensibilidad, traductor del Laberinto de amor de Boccaccio y de la Arcadia de Sannazaro, quien se presenta como principal impulsor de la obra. Bigarny se comprometía por dicho contrato a realizar un modelo en madera de la traza que para la sillería habían diseñado Siloé, Covarrubias, su consuegro, y él mismo, y que iba a servir de muestra definitiva tras su aprobación por el arzobispo toledano, el cardenal Tavera, residente en Valladolid en razón de sus cargos civiles. El modelo, no enteramente original, seguía la traza de la sillería de la catedral de Burgos, pero se enriquecía con un coronamiento de alabastro con arcos, bovedillas e imaginería entre columnas abalaustradas de jaspe, corriendo por encima de los espaldares de la sillas de nogal con imágenes de medio relieve entre columnas de madera semejantes a las anteriores, ornamentación de grutescos y veneras por remate con bustos sobresalientes.

Sabia compenetración de la calidad plástica de la madera: he aquí el bello nogal desnudo de policromías y estofas que puedan alterar la maestría formal [...] Varias son rotundas: El Adán. La Eva, San Pedro, Juan el Bautista, Moisés, Job, dignas del prestigio que alcanzó y mantiene el formidable tallista.
Victorio Macho, Berruguete

Conforme a lo proyectado, las imágenes forman dos series, la superior, con los altorrelieves en alabastro, en la que se desarrolla un ciclo de la generación temporal de Cristo según el árbol de Jesé, comenzando con Adán, y la inferior, la que forman los tableros de nogal, en la que aparecen reunidos personajes del antiguo Testamento —aquí de nuevo Adán—, apóstoles y santos. Inicialmente se pensó encomendar la obra completa a Bigarny, aunque ya anciano, quien estaría ayudado por Gregorio Pardo, pero al presentar su modelo en Valladolid al cardenal Tavera y el pliego de condiciones para hacerse con el contrato surgieron algunas desavenencias por sus múltiples exigencias, no todas económicas. Finalmente se avino a realizar cada silla por cuarenta y cinco mil maravedíes, tras haber pedido ochenta mil, pero entonces apareció Berruguete, que se ofreció a hacer cada silla por cuarenta mil con las mismas condiciones. Contando cada uno con sus propios valedores, se repartió la obra entre los dos, encomendándose a Berruguete por contrato fechado el 1 de enero de 1539 las treinta y cinco sillas del lado de la Epístola, quedando las del lado del Evangelio para Bigarny, a quien se reservaba además la silla del arzobispo, de la que finalmente se hubo de hacer cargo también Berruguete por muerte de Bigarny, siendo la última que labró. Toda la obra quedó concluida en 1548, cuando Jerónimo Quijano, Juan de Juni y Pedro Machuca procedieron a la tasación de la obra de la silla arzobispal y concluyeron que «a hecho el dicho alonso de berruguete de más allende de lo que estava obligado a hazer por la dicha obligación».

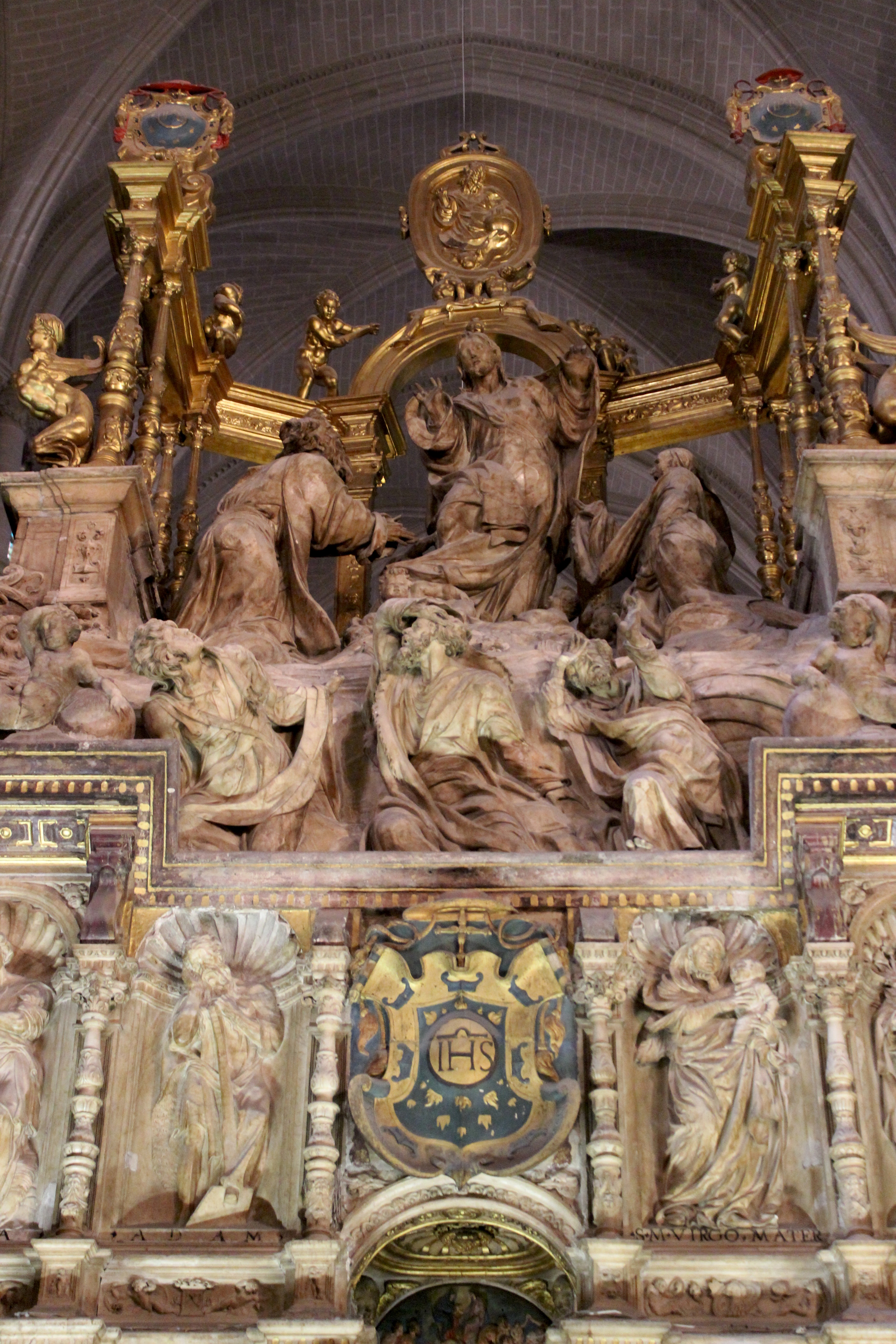
Toledo. Catedral: La Transfiguración. Remate de la silla arzobispal. Debajo, en hornacinas a los lados del blasón del cardenal Silíceo, a la izquierda, Adán, anciano con un pico, vestido y melancólico, con el que arranca la genealogía de Cristo, es obra de Berruguete; de Bigarny, a la derecha, la Virgen con el Niño.

Para ayudar a Berruguete y que «entendiesen en acavar las ystorias y figuras del coro de la dicha yglesia», el cabildo designó a Francisco Giralte e Isidro Villoldo, por ser los mejores oficiales y de quienes más se podía confiar. No cabe desmerecer su intervención. En 1548 el entallador Pedro de Flandes y otros testigos declararon que lo trabajado por ellos era «la mejor obra que en Toledo se había hecho». Con la documentación existente no es posible delimitar la participación de cada uno. Consta, además, la intervención de algunos otros ayudantes, como Manuel Álvarez o su sobrino Inocencio Berruguete. Se presume que Villoldo se hiciese cargo principalmente de las figuras de alabastro, por ser su especialidad el tallado de la piedra. El delicado pulido final de los tableros de nogal, con un acabado tan contrario al temperamento nervioso de Berruguete, podría, por el contrario, corresponder a Giralte. Pero el dibujo y la invención de las figuras, que se retuercen y rompen los marcos en agitadas contorsiones, así como la expresividad integral a través del gesto y la completa anatomía, ahora potente y vigorosa en el desnudo o bajo los vestidos que se pliegan y ciñen a los cuerpos o flotan a su alrededor sin repetirse nunca, es en todos los casos obra indudable del maestro.
Al fallecer Bigarny, en noviembre de 1543, Berruguete se hizo cargo también de la silla arzobispal. Para Gómez-Moreno, sin embargo, el grandioso remate con la historia de la Transfiguración enmarcada en una arquitectura serliana tridimensional, habría sido un deseo personal del cardenal Tavera, quien actuaba en este caso al margen del cabildo, y le había sido confiado con anterioridad a Berruguete, que en febrero del mismo año se obligó a darlo acabado de su propia mano en el plazo de dos años conforme al modelo del Cristo que ya tenía labrado en Toledo. En marzo de 1547, acabadas en Valladolid las figuras de alabastro y probablemente el Dios Padre en un medallón con los evangelistas y escudos episcopales para el trascoro, todo ello trabajado también en alabastro con adornos metálicos, se concertó la guarnición de madera dorada.
La obra de Berruguete en la silla arzobispal, en la que corresponde a Blas de Prado el relieve en alabastro del espaldar, con la imposición de la casulla a san Ildefonso, se completa con los tres medios puntos de los lunetos de la bovedilla, apenas visibles. Labrados en madera policromada —aunque apenas hay otro color que el azul de los paños y las aguas, y el rojo de las carnaciones— en ellos están representados el Juicio Final, el Paso del mar Rojo y la Serpiente de bronce, con predominio absoluto del desnudo, fundamentalmente masculino, y un dinamismo que evoca a Miguel Ángel, sin copiarlo. No menos sorprendentes son los pequeños bajorrelieves del basamento de la Transfiguración, meros caprichos con tritones y nereidas extrañamente profanos, que, de acuerdo con Gómez-Moreno, «dan la nota de espontaneidad y de los temas que Berruguete hubiese exaltado en un medio social propicio».
Aunque no documentado ni fechado hay acuerdo en atribuirle el retablo de la Visitación del monasterio de Santa Úrsula de Toledo. Es obra de pintura y escultura en la que debió de tener amplia participación el taller, al que se han de asignar las pinturas, muy flojas; pero el grupo de la Visitación en el centro, hermosamente policromado de oro en las vestiduras, es en su arrebato obra muy característica del maestro tanto en su concepción como en su ejecución.
Otro grupo de la Transfiguración, en figuras de mucho mayor tamaño, labró para la Sacra Capilla del Salvador de Úbeda, panteón de Francisco de los Cobos. Según un documento de 1563, muerto ya Berruguete, la obra tuvo un coste total de cuatro mil ducados, sin contar el traslado del retablo a Úbeda. No consta en qué momento lo contrató, quizá en vida aún de Francisco de los Cobos, fallecido en 1547, y debía de estar terminado algunos años antes de la consagración del templo, el 8 de octubre de 1559. Según Gómez-Moreno, en el siglo XVIII «le cayó encima una serie de pegotes de talla y trapo encolado, repintes y zarandajas, que lo descomponían», y a comienzos de la guerra civil española fue destruido con el San Juanito de Miguel Ángel y buena parte de las restantes obras de arte de la capilla por elementos del Frente Popular, salvándose solo la figura de Jesús.
La última obra que dio acabada es el sepulcro del cardenal Tavera para el hospital de San Juan Bautista o de Afuera, fundación del prelado en Toledo. Ya en enero de 1551 Berruguete trabajaba con Hernán González, maestro de obras, en un modelo en yeso para la capilla del hospital, en el que tenía fijada su residencia, y en 1552 cobró junto con Manuel Álvarez, su oficial, por el modelo de bulto del cardenal, pero el contrato no se firmó hasta el 20 de agosto de 1554 y no fue posible comenzar la escultura del yacente hasta 1557, cuando llegó el bloque de mármol de Carrara. El contrato fijaba como modelo el sepulcro del cardenal Cisneros de Bartolomé Ordóñez, por lo que al dar Berruguete por concluida la obra, el 6 de agosto de 1561, fue preciso que los tasadores acompañados por él se desplazasen a Alcalá para reconocer el prototipo fijado y comprobar que se ajustaba a él, lo que entendieron hacía «con gran mejoría y bondad y arte».
En relación con el modelo es posible, con todo, establecer algunas diferencias: sin el sentido arquitectónico y decorativo de Ordóñez, desaparece la estructura de columnas y nichos. Las imágenes y escenas de las paredes del sarcófago —la Caridad y la imposición de la casulla a san Ildefonso en los frentes, y escenas de la vida del Bautista y de la leyenda de Santiago en los laterales— surgen directamente de la piedra desbordando los marcos de los tondos e invadiendo el espacio de la escena contigua. En las esquinas, en lugar de los Padres de la Iglesia latina del sarcófago de Cisneros, están representadas en cuatro elegantes bultos las virtudes cardinales, con recuerdos de la estatuaria clásica. El bulto del yacente es, en fin, la imagen sin disimulo de un cadáver, para la que se habría servido de la mascarilla mortuoria en cera, con un original y antitradicional naturalismo extremo.
Todavía contrató un último retablo, en noviembre de 1557, para la iglesia de Santiago de Cáceres, para el que había presentado media traza en Valladolid a fin de obtener su adjudicación. Retrasos en los pagos demoraron el trabajo y en 1563 se le reclamó la entrega a su hijo, falto aun de dorar y estofar. En el traslado de Valladolid a Cáceres, además, sufrió algunos desperfectos. Descontada la estructura, la intervención directa de Berruguete en él debió de ser muy escasa, acaso reducida a algún relieve del banco y a la concepción de la escena de la Epifanía en el primer cuerpo.
Falleció a finales de septiembre de 1561 «en un aposento que cae debajo del Reloj» en el mismo Hospital de Afuera para el que había labrado el sepulcro del cardenal Tavera, solo unos días después de que Nicolás de Vergara el Viejo y Francisco Comontes, sus tasadores, lo diesen por cumplidamente acabado y mejor que el sarcófago de Cisneros en la magistral de Alcalá. Su cuerpo fue llevado para recibir sepultura a su señorío de Ventosa de la Cuesta.